# Poszukiwania
Poszukiwania (oryg. The Search) – amerykański film wojenny z 1948 roku w reżyserii Freda Zinnemanna. W rolach głównych wystąpili Montgomery Clift, Ivan Jandl, Jarmila Novotná i Aline MacMahon.
Zdjęcia do filmu zostały nakręcone w niemieckich miastach zniszczonych przez wojnę: Ingolstadt, Norymberga i Würzburg.

## Fabuła
Dziewięcioletni czeski chłopiec Karl (Ivan Jandl), który przeżył pobyt w Auschwitz, ucieka z obozu uchodźców w powojennych Niemczech, lecz zostaje znaleziony przez amerykańskiego żołnierza Steve'a (Montgomery Clift). W tym samym czasie jego matka Hanna Malik (Jarmila Novotná), która jako jedyna z rodziny przeżyła wojnę, szuka chłopca w obozach dla uchodźców.

## Obsada
- Montgomery Clift jako Ralph "Steve" Stevenson
- Aline MacMahon jako Pani Murray
- Jarmila Novotná jako Pani Hanna Malik
- Wendell Corey jako Jerry Fisher
- Ivan Jandl jako Karel Malik / "Jim"
- Mary Patton jako Pani Fisher
- Ewart G. Morrison jako Pan Crookes
- William Rogers jako Tom Fisher
- Leopold Borkowski jako Joel Makowsky
- Claude Gambier jako Raoul Dubois

## Nagrody i nominacje
Nagroda Akademii Filmowej
- Najlepsze materiały do scenariusza – David Wechsler, Richard Schweizer
- Nagroda za specjalne osiągnięcia – Ivan Jandl za najlepszy występ w roli dziecięcej
- Najlepszy aktor pierwszoplanowy – Montgomery Clift (nominacja)
- Najlepszy reżyser – Fred Zinnemann (nominacja)
- Najlepszy scenariusz – David Wechsler, Richard Schweizer (nominacja)

Złoty Glob
- Najlepszy scenariusz – Richard Schweizer
- Najlepszy film promujący międzynarodowe zrozumienie
- Nagroda Specjalna – Ivan Jandl za najlepszy występ w roli dziecięcej

BAFTA
- Nagroda ONZ

Festiwal Filmowy w Wenecji
- Złoty Lew (nominacja)

Amerykańska Gildia Reżyserów Filmowych
- Najlepsze osiągnięcie reżyserskie w filmie fabularnym – Fred Zinnemann (nominacja)